# Belposta
A Belposta (fehéroroszul: Белпошта; oroszul Белпочта) Fehéroroszország nemzeti postaszolgálata. Fehéroroszország 1947. május 13. óta tagja az Egyetemes Postaegyesületnek.

## Története

### Történelmi előzmények
Fehéroroszország rövid önálló történelme ellenére a posta nagy múltra tekint vissza. Kr. u. 885-ből származik az első írásbeli említése a belarusz hírnököknek. A Kijevi Ruszban a herceg hírnöke egy különleges cím volt. A futárok juttatták el a herceg parancsát az ország különböző területeire, a különleges vagy titkos üzeneteket gyakran memorizálták, és levél nélkül juttatták célba.
1583-ban az első Fehéroroszország területére eső postai úton (Varsó–Białystok–Hrodna–Vilnius) már bevezették a tarifarendszert. 1793-ban a terület az Orosz Birodalom részévé vált, így a posta története innentől közös az orosz postáéval. Létrehozták az első postai körzeteket Minszk, Vityebszk és Mogilev körül. Az első fehérorosz távíróállomást 1859-ben szerelték fel a minszki postafiókban. 1871-ben megkezdődött a rendszeres vasúti szállítás a Minszk–Moszkva, Minszk–Rivne, Minszk–Breszt és a Minszk–Lubawa útvonalon. A postaautók is hamarosan megjelentek. A Belarusz SzSzK a szovjet postához tartozott 1991-ig.

### Az önálló Belposta
A Szovjetunió összeomlása után Fehéroroszország független állam lett, így szükségessé vált egy önálló nemzeti posta létrehozása. A 100%-os állami tulajdonban álló Belposta Vállalat 1995-ben jött létre. 2009-ben közel 4000 postahivatal és 11 200 alkalmazott tartozott a fehérorosz postához.

## Fordítás
- Ez a szócikk részben vagy egészben  a   Belposhta című angol Wikipédia-szócikk ezen változatának fordításán alapul.  Az eredeti cikk szerkesztőit annak laptörténete sorolja fel. Ez a jelzés csupán a megfogalmazás eredetét és a szerzői jogokat jelzi, nem szolgál a cikkben szereplő információk forrásmegjelöléseként.